# Bunda (plaats)
Bunda is een plaats in Tanzania in de regio Mara. Het ligt ten oosten van het Victoriameer. In 2012 telde Bunda ruim 58.000 inwoners. 
Sinds 2010 is Bunda de zetel van een rooms-katholiek bisdom.